# Sư tử châu Á
Sư tử châu Á hay sư tử Ấn Độ, sư tử Á-Âu (danh pháp ba phần: Panthera leo persica) là một phân loài sư tử sống ở Ấn Độ. Phạm vi phân bố hiện tại của chúng được giới hạn ở vườn quốc gia Gir và vùng xung quanh ở bang Gujarat của Ấn Độ. Trong sách đỏ IUCN, nó được liệt kê là có nguy cơ tuyệt chủng vì quy mô quần thể nhỏ và môi trường sống bị thu hẹp.
Sư tử châu Á được mô tả lần đầu tiên vào năm 1826 bởi nhà động vật học người Áo Johann N. Meyer, người đặt tên cho nó là Felis leo Persicus. Cho đến thế kỷ XIX, sư tử châu Á vẫn còn phân bố rộng từ miền đông Thổ Nhĩ Kỳ, Ả Rập Saudi, Iran, Lưỡng Hà và từ phía đông của sông Indus đến sông Bengal và sông Narmada ở miền trung Ấn Độ tới Bangladesh, nhưng bầy đàn lớn và các hoạt động ban ngày làm cho chúng bị săn dễ dàng hơn so với hổ hay báo hoa mai. Kể từ đầu thế kỷ XX, chúng bị giới hạn trong vườn quốc gia rừng Gir và các khu vực lân cận. Số lượng sư tử ở đây đã tăng đều đặn kể từ năm 2010. Vào tháng 5 năm 2015, cuộc điều tra về sư tử châu Á lần thứ 14 đã được tiến hành trên diện tích khoảng 20.000 km2 (7.700 dặm vuông); quần thể sư tử được ước tính là 523 cá thể, bao gồm 109 con đực trưởng thành, 201 con cái trưởng thành và 213 con non. Vào tháng 8 năm 2017, các nhà khảo sát đã đếm được 650 con sư tử hoang dã. Sư tử châu Á là một trong năm loài mèo lớn sinh sống ở Ấn Độ, bên cạnh hổ Bengal, báo hoa mai Ấn Độ, báo tuyết và báo gấm.
Sư tử châu Á đã từng hiện diện từ Địa Trung Hải đến phần đông bắc của tiểu lục địa Ấn Độ, nhưng nạn săn bắn quá mức, ô nhiễm nguồn nước và suy giảm con mồi tự nhiên đã làm thu hẹp môi trường sống của chúng. Trong lịch sử, phân loài sư tử này đã được phân loại thành ba loại sư tử Bengal, Ả Rập và Ba Tư.. Sư tử châu Á có kích thước nhỏ hơn họ hàng của nó ở châu Phi nhưng hung hãn như sư tử châu Phi.

## Phân loại
Felis leo Persicus là tên khoa học được đề xuất bởi Johann N. Meyer vào năm 1826, người đã mô tả một bộ da sư tử châu Á từ Ba Tư. Theo ông, các nhà tự nhiên học và động vật học khác cũng mô tả mẫu vật sư tử từ các khu vực khác của châu Á từng được coi là từ đồng nghĩa của P. l. persica:
- Felis leo bengalensis được đề xuất bởi Edward Turner Bennett vào năm 1829 là một con sư tử được giữ trong tòa tháp của Tháp Luân Đôn. Bài tiểu luận của Bennett có một bức vẽ có tiêu đề 'Sư tử Bengal'.
- Felis leo goojratensis được đề xuất bởi Walter Smee vào năm 1833 dựa trên hai bộ da của những con sư tử không có bờm từ Gujarat mà Smee trưng bày trong một cuộc họp của Hiệp hội Động vật học London.
- Leo asiaticus được đề xuất bởi Sir William Jardine, Nam tước thứ 7 năm 1834 cho một con sư tử từ Ấn Độ.
- Felis leo aimus được đề xuất bởi Henri Marie Ducrotay de Blainville vào năm 1843 dựa trên hộp sọ sư tử châu Á.

Năm 2017, sư tử châu Á đã được ghép tên là P. l. leo do sự tương đồng di truyền hình thái và phân tử gần gũi với mẫu vật sư tử Barbary.

## Tiến hóa

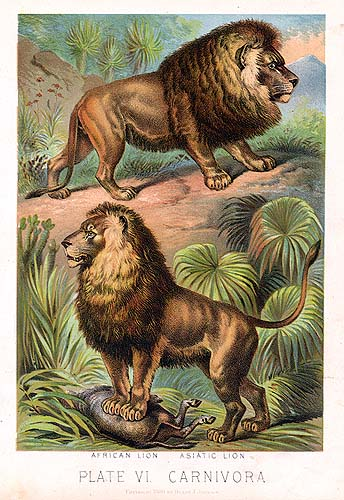
Sư tử châu Phi (ở trên) và châu Á (bên dưới), như được minh họa trong Cuốn sách tự nhiên của Johnsons

Hóa thạch của Panthera spelaea (Sư tử châu Âu) được khai quật ở Cromer, Anh cho thấy nó đại diện cho một dòng dõi sử tử bị cô lập về mặt di truyền và rất khác biệt. Dấu tích hóa thạch sư tử đã được tìm thấy trong ở Tây Bengal. Một xác chết hóa thạch được khai quật trong hang Batadomba chỉ ra rằng Panthera leo sinhaleyus (sư tử Sri Lanka) sinh sống ở Sri Lanka vào cuối thế Pleistocene, và được cho là đã tuyệt chủng khoảng 39.000 năm trước. Deraniyagala mô tả con sư tử này vào năm 1939, khác với con sư tử ngày nay.

### Di truyền
Kết quả phân tích di truyền dựa trên chuỗi sư tử mtDNA từ khắp phạm vi toàn cầu cho thấy nhóm sư tử ở châu Phi cận Sahara là tổ tiên của tất cả các nòi giống sư tử hiện đại. Những phát hiện này hỗ trợ nguồn gốc châu Phi của sự tiến hóa sư tử hiện đại với một trung tâm có thể xảy ra ở Đông và Nam Phi. Có khả năng sư tử đã di cư từ đó đến Tây Phi, miền đông Bắc Phi rồi đi tiếp qua ngoại vi bán đảo Ả Rập vào Thổ Nhĩ Kỳ, miền nam châu Âu và miền bắc Ấn Độ trong suốt 20.000 năm qua. Sa mạc Sahara, rừng mưa nhiệt đới và thung lũng tách giãn lớn là những rào cản tự nhiên đối với sự phát tán của sư tử.
Các dấu hiệu di truyền của 357 mẫu từ sư tử nuôi nhốt và sư tử hoang dã từ Châu Phi và Ấn Độ đã được kiểm tra trong một nghiên cứu về sự tiến hóa của sư tử. Kết quả cho thấy bốn dòng dõi của quần thể sư tử: một ở Trung và Bắc Phi đến Châu Á, một ở Kenya, một ở Nam Phi và một ở Nam và Đông Phi. Làn sóng mở rộng đầu tiên của sư tử được cho là xảy ra khoảng 118.000 năm trước từ Đông Phi vào Tây Á, và làn sóng thứ hai trong giai đoạn cuối của thế Pleistocene hoặc thế Holocen sớm từ Nam Phi tới Đông Phi.
Sư tử châu Á gần gũi về mặt di truyền với sư tử Bắc và Tây Phi hơn là nhóm bao gồm sư tử Đông và Nam Phi. Hai nhóm có lẽ đã chuyển hướng khoảng 186.000-128.000 năm trước. Người ta cho rằng sư tử châu Á vẫn kết nối với sư tử Bắc và Trung Phi cho đến khi dòng gen bị gián đoạn do sự tuyệt chủng của sư tử ở châu Âu và Trung Đông.
Sư tử châu Á ít đa dạng về mặt di truyền so với sư tử ở châu Phi, đây có thể là kết quả của hiệu ứng sáng lập trong lịch sử gần đây của quần thể còn sót lại trong rừng Gir.

## Đặc điểm
Bộ lông của sư tử châu Á có màu từ đỏ hung, lốm đốm đen dày đặc, đến màu cát hoặc xám trâu, đôi khi có ánh bạc trong một số cá thể nhất định. Con đực chỉ có sự phát triển bờm vừa phải ở đỉnh đầu, do đó tai của chúng luôn luôn có thể nhìn thấy được. Chiếc bờm nhỏ trên má và cổ họng, nơi nó chỉ dài 10 cm (3,9 in). Khoảng một nửa hộp sọ của sư tử châu Á từ rừng Gir đã phân chia nhiều lỗ, trong khi sư tử châu Phi chỉ có một lỗ ở hai bên. Đỉnh hộp sọ được phát triển mạnh mẽ hơn và khu vực sau ngắn hơn so với sư tử châu Phi. Chiều dài hộp sọ ở con đực trưởng thành dao động từ 330 đến 340 mm (13 đến 13 in) và ở con cái từ 292 đến 302 mm (11,5 đến 11,9 in). Nó khác với sư tử châu Phi bởi một búi đuôi lớn hơn và âm thanh thính giác ít phồng hơn. Đặc điểm hình thái nổi bật nhất của sư tử Á châu là một nếp gấp dọc của da chạy dọc theo bụng của nó.
Chiều cao vai của con đực là 107-120 centimet (3,51-3,94 feet) và của con cái 80-107 centimet (2,62-3,51 feet). Chiều dài đầu và thân của hai con sư tử trong Rừng Gir là 1,98 m (78 in) mỗi con, với chiều dài đuôi là 0,79-0,89 m (31 2135) và tổng chiều dài là 2,82-2,87 m (111-113 inch), tương ứng. Sư tử Gir có kích thước tương tự sư tử ở Trung Phi và nhỏ hơn so với sư tử lớn châu Phi. Con đực trưởng thành nặng từ 160 đến 190 kg (350 đến 420 lb), trong khi con cái nặng từ 110 đến 120 kg (240 đến 260 lb).

### Bờm
Màu sắc và sự phát triển của bờm ở sư tử đực khác nhau giữa các vùng, giữa các quần thể và với tuổi của sư tử. Nhìn chung, sư tử châu Á khác với sư tử châu Phi bởi bờm kém phát triển hơn. Bờm của hầu hết sư tử ở Hy Lạp cổ đại và Tiểu Á cũng kém phát triển và không kéo dài xuống dưới bụng hay hai bên. Sư tử có những bộ bờm nhỏ hơn như vậy cũng được biết đến ở khu vực Syria, bán đảo Ả Rập và Ai Cập, trong khi sư tử Barbary và Cape có lông dưới bụng. Ngược lại, một bức phù điêu bằng đá tại Nineveh ở đồng bằng Mesopotamian mô tả một con sư tử có bộ lông dưới bụng. Do đó, người ta nghi ngờ rằng sư tử Mesopotamian có thể là một phân loài riêng biệt, mà tên khoa học Panthera leo mesopotamica đã được đề xuất.

### Sư tử có kích thước đặc biệt
Tổng chiều dài kỷ lục được xác nhận của một con sư tử đực Ấn Độ là 2,92 m (115 in), bao gồm cả đuôi.
Hoàng đế Jahangir bị cáo buộc đã dùng giáo giết một con sư tử vào những năm 1620 có chiều dài 3,10 m (122 in) và nặng 306 kg (675 lb).
Năm 1841, Austen Henry Layard đi cùng các thợ săn ở Khuzestan, Iran và nhìn thấy một con sư tử "đã gây ra nhiều thiệt hại ở đồng bằng Ram Hormuz", trước khi một trong những đồng đội của ông giết chết nó. Ông mô tả nó là "lớn bất thường và có màu nâu rất đậm", với một số phần trên cơ thể của nó gần như màu đen.
Năm 1935, một Đô đốc của đế quốc Anh tuyên bố đã nhìn thấy một con sư tử không bờm đang ăn thịt một con dê gần Quetta. Ông viết "Đó là một con sư tử lớn, rất mập mạp, có màu hơi nhạt và tôi có thể nói rằng không ai trong ba chúng tôi có chút nghi ngờ về những gì chúng tôi đã thấy cho đến khi đến Quetta, nhiều sĩ quan bày tỏ nghi ngờ về danh tính của nó, hoặc khả năng có một con sư tử trong huyện. "

## Phân bố và môi trường sống

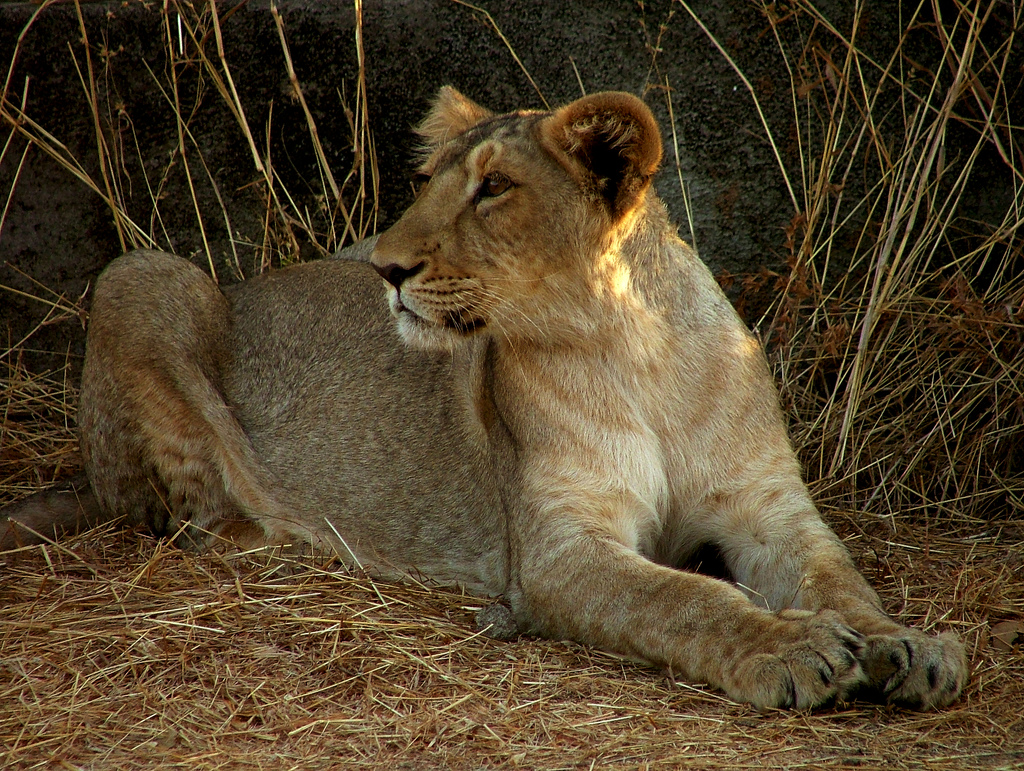
Một con sư tử cái ở rừng Gir

Trong rừng Gir của vùng Saurashtra, có diện tích 1.412,1 km2 (545,2 dặm vuông), được tuyên bố là khu bảo tồn cho sư tử châu Á vào năm 1965. Khu bảo tồn này và các khu vực xung quanh là môi trường sống duy nhất hỗ trợ sư tử châu Á. Sau năm 1965, một công viên quốc gia đã được thành lập với diện tích là 258,71 km2 (99,89 dặm vuông), nơi không cho phép hoạt động của con người. Trong khu bảo tồn xung quanh, chỉ có thổ dân Maldhari có quyền đưa gia súc của mình đi chăn thả.
Sư tử sống trong môi trường rừng còn sót lại trong hai hệ thống đồi Gir và Girnar bao gồm các vùng rừng lá rộng khô cận nhiệt đới và nhiệt đới lớn nhất của Gujarat, vùng sa mạc và cây bụi xeric và trảng cỏ, và cung cấp môi trường sống có giá trị cho hệ động thực vật đa dạng. Năm khu vực được bảo vệ hiện đang tồn tại để bảo vệ sư tử châu Á: Khu bảo tồn Gir, Công viên quốc gia Gir, Khu bảo tồn Pania, Khu bảo tồn Mitiyala và Khu bảo tồn Girnar. Ba khu vực được bảo vệ đầu tiên tạo thành Khu bảo tồn Gir, một khu rừng rộng 1452 km2 (561 dặm vuông) đại diện cho môi trường sống cốt lõi của quần thể sư tử. Hai khu bảo tồn khác là Mitiyala và Girnar bảo vệ các khu vực vệ tinh trong khoảng cách phân tán của Khu bảo tồn Gir. Một khu bảo tồn bổ sung đang được thiết lập tại Khu bảo tồn Động vật hoang dã Barda gần đó để phục vụ như một môi trường sống khác cho sư tử. Phần phía đông khô hơn được trồng cây keo gai và nhận được lượng mưa hàng năm khoảng 650 mm (26 in); lượng mưa ở phía tây cao hơn khoảng 1.000 mm (39 in) mỗi năm.
Quần thể sư tử được phục hồi từ bờ vực tuyệt chủng đã chạm mức 411 cá thể vào năm 2010. Trong năm đó, khoảng 105 con sư tử sống bên ngoài rừng Gir, chiếm một phần tư của toàn bộ quần thể sư tử. Phân tán các cá thể gần trưởng thành để thành lập các lãnh thổ mới bên ngoài bầy đàn tự nhiên của chúng, và kết quả là số lượng sư tử vệ tinh đã gia tăng kể từ năm 1995. Vào năm 2015, tổng số sư tử đã tăng lên khoảng 523 cá thể, trong diện tích 7.000 km2 (2.700 dặm vuông) ở khu vực Saurashtra. Cuộc điều tra quần thể sư tử châu Á tiến hành năm 2017 đã tiết lộ có 650 cá thể.
Vào tháng 11 năm 2019, một con sư tử cái và một con đực gần trưởng thành đã được nhìn thấy ở các ngôi làng cách làng Chotila ở quận Surendranagar khoảng 20–50 km. Vị trí này cách Rừng Gir khoảng 60–70 km (37-43 dặm), khiến quận này đứng thứ năm ở Gujarat về số lượng sư tử hoang dã. Nhưng trong một đợt săn mồi, chúng đã giết một con trâu tại một trang trại ở làng Rampura Chobara, khiến dân làng địa phương lo sợ cho bản thân và gia súc của họ.

### Phân bố trong quá khứ
Sư tử châu Á từng phân bố ở bán đảo Ả Rập, Palestine, Lưỡng Hà và Baluchistan. Ở ngoại Kavkaz, nó được biết đến từ thế Holocene và bị tuyệt chủng vào thế kỷ thứ 10. Cho đến giữa thế kỷ 19, nó vẫn tồn tại ở các khu vực tiếp giáp với Lưỡng Hà và Syria, và vẫn được nhìn thấy ở thượng nguồn sông Euphrates vào đầu những năm 1870. Vào cuối thế kỷ 19, sư tử châu Á đã tuyệt chủng ở Ả Rập Saudi và Thổ Nhĩ Kỳ. Con sư tử cuối cùng được biết đến ở Iraq đã bị giết ở hạ nguồn sông Tigris năm 1918.
Các ghi chép lịch sử ở Iran chỉ ra rằng nó phân bố trong khoảng từ đồng bằng Khuzestan đến tỉnh Fars ở độ cao dưới 2.000 m (6.600 ft) trong thảm thực vật thảo nguyên và rừng cây hồ trăn hạnh nhân. Nó được phổ biến rộng rãi ở nước này, nhưng vào những năm 1870, nó chỉ được nhìn thấy ở sườn phía tây của dãy núi Zagros và ở các khu vực rừng phía nam Shiraz. Nó được dùng làm quốc huy và xuất hiện trên quốc kỳ. Một số con sư tử cuối cùng của đất nước đã được nhìn thấy vào năm 1941 giữa Shiraz và Jahrom ở tỉnh Fars, và vào năm 1942, một con sư tử đã được phát hiện cách Dezful khoảng 65 km (40 dặm) về phía tây bắc. Năm 1944, xác chết của một con sư tử được tìm thấy bên bờ sông Karun ở tỉnh Khuzestan của Iran.
Reginald Innes Pocock cho rằng sự phân bố hạn chế của sư tử châu Á ở Ấn Độ cho thấy rằng nó chỉ là cư dân nhập cư tương đối gần đây và đã đến nước này qua Ba Tư và Baluchistan, trước khi con người hạn chế sự phát tán của nó. Vào đầu thế kỷ 19, sư tử châu Á đã xuất hiện ở Sind, Bahawalpur, Punjab, Gujarat, Rajastan, Haryana, Bihar và về phía đông tới tận Palamau và Rewa, Madhya Pradesh. Nó đã từng phân bố đến Bengal ở phía đông và đến sông Narmada ở phía nam, nhưng đã giảm dưới áp lực săn bắn nặng nề. Sự ra đời và gia tăng sẵn có của súng đã dẫn đến sự tuyệt chủng của nó trên các khu vực rộng lớn. Cuộc săn lùng ráo riết của các sĩ quan thực dân Anh và các nhà cai trị Ấn Độ đã gây ra sự suy giảm số lượng sư tử rõ rệt ở nước này. Sư tử đã bị tiêu diệt ở Palamau vào năm 1814, tại quận Baroda, Hariana và Ahmedabad vào những năm 1830, ở Kot Diji và Damoh vào những năm 1840. Trong cuộc khởi nghĩa Ấn Độ 1857, một sĩ quan Anh đã bắn 300 con sư tử. Những con sư tử cuối cùng của Gwalior và Rewah đã bị bắn vào những năm 1860. Một con sư tử đã bị giết gần Allahabad vào năm 1866. Con sư tử cuối cùng của núi Abu ở Rajasthan được phát hiện vào năm 1872. Vào cuối những năm 1870, sư tử đã tuyệt chủng ở Rajastan. Đến năm 1880, không có con sư tử nào sống sót ở các quận Guna, Deesa và Palanpur, và chỉ còn lại khoảng một chục con sư tử ở quận Junagadh. Vào đầu thế kỷ, rừng Gir đã tổ chức quần thể sư tử châu Á duy nhất ở Ấn Độ, được bảo vệ bởi Nawab Junagarh trong khu săn bắn riêng của mình.

## Tập tính và sinh thái học
Sư tử châu Á đực thường sống đơn độc hoặc liên kết với tối đa ba con đực tạo thành một nhóm đàn lỏng lẻo. Các cặp con đực nghỉ ngơi, săn mồi và kiếm ăn cùng nhau, và thể hiện hành vi đánh dấu lãnh thổ tại cùng một địa điểm. Con cái liên kết với tối đa 12 con cái tạo thành một bầy đàn mạnh mẽ hơn cùng với đàn con của chúng. Chúng chia sẻ các con mồi lớn với nhau, nhưng hiếm khi với con đực. Sư tử cái và đực thường chỉ liên kết trong một vài ngày khi giao phối, nhưng hiếm khi sống và kiếm ăn cùng nhau.
Kết quả của một nghiên cứu từ xa vô tuyến chỉ ra rằng phạm vi lãnh thổ hàng năm của sư tử đực thay đổi từ 144 đến 230 km2 (56 đến 89 dặm vuông) trong mùa khô và ẩm ướt. Phạm vi lãnh thổ của con cái nhỏ hơn, dao động trong khoảng từ 67 đến 85 km2 (26 và 33 dặm vuông). Trong mùa nóng và khô, chúng ưa thích các môi trường sống ven sông rậm rạp, nơi các loài con mồi cũng tụ tập.
Liên minh của những con đực bảo vệ phạm vi lãnh thổ có chứa một hoặc nhiều đàn con cái. Cùng nhau, chúng giữ một lãnh thổ trong một thời gian dài hơn những con sư tử đơn lẻ. Con đực trong liên minh gồm ba đến bốn cá thể thể hiện một hệ thống phân cấp rõ rệt với một con đực thống trị những con khác.

### Chế độ ăn
Nói chung, sư tử thích những con mồi lớn trong phạm vi trọng lượng từ 190 đến 550 kg (420 đến 1.210 lb) bất kể sự sẵn có của chúng. Gia súc trong lịch sử là một thành phần chính trong chế độ ăn của sư tử châu Á ở rừng Gir. Bên trong Công viên Quốc gia Rừng Gir, sư tử chủ yếu săn hươu đốm, nai, linh dương bò lam, gia súc, trâu rừng và ít thường xuyên hơn là lợn rừng. Chúng thường săn bắt hươu đốm nhất, chỉ nặng khoảng 50 kg (110 lb). Chúng săn nai khi xuống khỏi đồi vào mùa hè. Bên ngoài khu vực được bảo vệ nơi không có con mồi hoang dã, sư tử thường săn trâu và gia súc, hiếm khi là lạc đà. Chúng giết hầu hết con mồi cách các vùng nước dưới 100 m (330 ft), đuổi và vồ con mồi từ cự ly gần và kéo xác vào chỗ rậm rạp.
Năm 1974, Cục Lâm nghiệp ước tính số động vật móng guốc hoang dã là 9.650 cá thể. Trong những thập kỷ tiếp theo, số lượng thú móng guốc hoang dã đã tăng lên 31.490 cá thể vào năm 1990 và 64.850 cá thể trong năm 2010, bao gồm 52.490 con hươu đốm, 4.440 con lợn rừng, 4.000 con nai, 2.890 con linh dương bò lam, 740 con linh dương Chinkara và 290 con linh dương bốn sừng. Ngược lại, quần thể trâu và gia súc đã giảm sau khi tái định cư, phần lớn là do loại bỏ trực tiếp vật nuôi thường trú khỏi Khu bảo tồn Gir. 24.250 vật nuôi trong những năm 1970 đã giảm xuống còn 12.500 vào giữa những năm 1980, nhưng đã tăng lên 23.440 vào năm 2010. Sau những thay đổi ở cả cộng đồng động vật ăn thịt và con mồi, sư tử châu Á đã thay đổi mô hình săn mồi. Ngày nay, rất ít vụ giết gia súc xảy ra trong khu bảo tồn, và thay vào đó hầu hết xảy ra ở các làng ngoại vi. Các hồ sơ khai thác cho thấy rằng trong và xung quanh Rừng Gir, sư tử giết trung bình 2.023 vật nuôi hàng năm từ năm 2005 đến 2009, và thêm 696 cá thể trong khu vực vệ tinh.
Những con đực thống trị tiêu thụ nhiều hơn khoảng 47% từ con mồi săn được so với các đối tác bầy đàn của chúng. Sự xung đột giữa các đối tác tăng lên khi bầy đàn lớn, nhưng con mồi nhỏ.

### Sinh sản
Sư tử châu Á giao phối giữa tháng chín và tháng một. Giao phối kéo dài ba đến sáu ngày. Trong những ngày này, chúng thường không săn mồi mà chỉ uống nước. Mang thai kéo dài khoảng 110 ngày. Mỗi lứa đẻ bao gồm một đến bốn con. Khoảng cách trung bình giữa các lứa sinh là 24 tháng, trừ khi con non bị giết bởi con đực trưởng thành, hoặc con cái bị bệnh tật và thương tích. Đàn con trở nên độc lập ở khoảng hai tuổi. 
Những con đực gần trưởng thành rời khỏi bầy đàn tự nhiên của chúng lúc 3 tuổi và trở thành những cá thể du mục cho đến khi chúng thiết lập lãnh thổ của riêng mình. Những con đực thống trị giao phối thường xuyên hơn so với các đối tác trong đàn của chúng. Trong một nghiên cứu được thực hiện trong khoảng thời gian từ tháng 12 năm 2012 đến tháng 12 năm 2016, ba con cái đã được quan sát thấy việc chuyển đổi đối tác giao phối có lợi cho con đực thống trị. Theo dõi hơn 70 sự kiện giao phối cho thấy con cái giao phối với con đực của một số bầy đàn đối thủ có chung phạm vi lãnh thổ của chúng, và những con đực này khoan dung với cùng một đàn con. Chỉ những con đực mới xâm nhập vào lãnh thổ con cái mới giết chết những con non lạ. Con cái giao phối với con đực trong phạm vi lãnh thổ của chúng. Con cái lớn tuổi hơn thường chọn con đực ở ngoại vi lãnh thổ của chúng.

### Thiên địch cạnh tranh
Những động vật ăn thịt có chung môi trường sống với sư tử châu Á trong Công viên quốc gia Rừng Gir và các cảnh quan xung quanh bao gồm báo Ấn Độ, linh cẩu sọc, chó rừng lông vàng, mèo rừng, mèo rừng châu Á, sói Ấn Độ, gấu lợn, gấu đen châu Á, sói đỏ, mèo đốm gỉ và có thể là hổ Bengal.

### Sống chung với hổ
Trước giai đoạn giữa thế kỷ XX, cả sư tử và hổ đều phân bố ở một số quốc gia Tây và Trung Á, ngoài Nam Á, mặc dù thường ở các thời điểm hoặc môi trường sống khác nhau:
- Ở Iraq, sư tử đã có mặt dọc theo thượng nguồn và hạ lưu của Euphrates vào đầu thế kỷ 19. Những con sư tử cuối cùng dường như đã bị giết về thời gian của các hành động quân sự 1916-18. Ở miền bắc Iraq, một con hổ Ba Tư duy nhất được nhìn thấy trong một khu rừng gần Mosul vào năm 1892, có lẽ là một con hổ di cư từ Iran hoặc Thổ Nhĩ Kỳ.
- Ở Transcaucasia, sư tử đã tuyệt chủng vào thế kỷ thứ 10. Những con hổ Ba Tư đã xuất hiện trong các khu rừng đồi núi và đất thấp và di chuyển vào vùng đồng bằng phía đông của Trans-Caucasus đến lưu vực sông Don và dãy núi Zangezur ở tây bắc Iran.
- Ở Ấn Độ, hổ Bengal xuất hiện ở vùng tam giác biên giới Gujarat, Maharashtra và Madhya Pradesh. Vào tháng 2 năm 2019, một con hổ đã được ghi lại bằng bẫy ảnh ở khu vực Lunavada thuộc quận Mahisagar, phía đông Gujarat, khiến mọi người phải cân nhắc về viễn cảnh chung sống giữa những con mèo lớn. Tuy nhiên, vào cuối tháng 2, nó đã được tìm thấy đã chết và có lẽ đã chết vì đói.

## Mối đe dọa

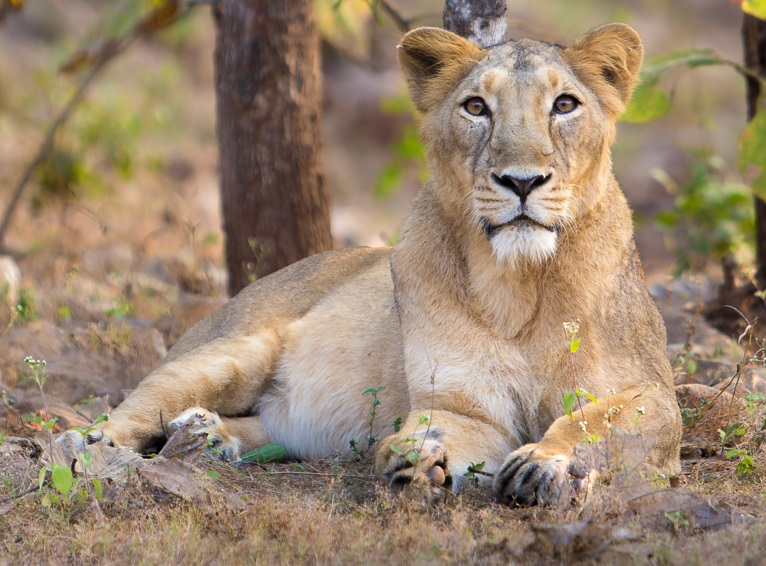
Một con sư tử cái trong rừng Gir.

Sư tử châu Á hiện đang tồn tại dưới dạng một quần thể đơn lẻ, và do đó dễ bị tuyệt chủng trước các sự kiện không thể đoán trước, chẳng hạn như một trận dịch hay cháy rừng lớn. Có dấu hiệu của sự cố săn trộm trong những năm gần đây. Có những báo cáo rằng các băng đảng có tổ chức đã chuyển sự chú ý từ hổ sang những con sư tử này. Cũng đã có một số sự cố đuối nước sau khi sư tử rơi xuống giếng.
Gần 25 con sư tử ở vùng lân cận Rừng Gir đã được tìm thấy đã chết vào tháng 10 năm 2018. Bốn trong số chúng đã chết vì vi rút gây bệnh ở chó, cùng loại virus đã giết chết nhiều con sư tử ở Serengeti trước đó.
Trước khi tái định cư của Maldharis, rừng Gir đã bị suy thoái nặng nề và được sử dụng bởi vật nuôi, cạnh tranh và hạn chế quy mô quần thể của động vật móng guốc bản địa. Các nghiên cứu khác nhau cho thấy sự phục hồi môi trường sống rất lớn và gia tăng số thú móng guốc hoang dã sau khi tái định cư Maldharis trong bốn thập kỷ qua.

### Tấn công con người
Sư tử châu Á tuy có kích thước nhỏ hơn một chút so với đồng loại của chúng ở châu Phi, nhưng tính hiếu chiến không hề thua kém. Dù vậy, chúng rất hiếm khi xung đột với con người. Tổng cộng có 190 cuộc tấn công của sư tử châu Á vào con người đã được ghi nhận từ năm 2007 đến năm 2016 trong rừng Gir, trong đó chỉ có một tỷ lệ nhỏ dẫn đến tử vong ở người. Con số này kém xa so với các cuộc tấn công con người của voi, hổ hay báo hoa mai. Các cuộc tấn công vào con người của sư tử đã được quan sát thấy tăng lên trong những năm hạn hán khắc nghiệt khiến cho các quần thể vật nuôi lớn xâm nhập và chăn thả trong khu bảo tồn. Dữ liệu từ những con sư tử châu Á được thu thập từ xa cho thấy rằng chúng hầu hết không thù địch với con người (một trong 10,000 cuộc chạm trán mới được chuyển thành một cuộc tấn công). Tấn công chủ yếu là tình cờ: sư tử châu Á hiếm khi rình rập hoặc nhắm vào con người làm con mồi, nhưng thường tấn công để tự vệ hoặc khi đang hoảng loạn.
Kể từ giữa những năm 1990, số sư tử châu Á đã tăng lên đến mức vào năm 2015, khoảng một phần ba sinh sống bên ngoài khu vực được bảo vệ. Do đó, xung đột giữa người dân địa phương và động vật hoang dã cũng tăng lên. Người dân địa phương bảo vệ cây trồng của họ khỏi linh dương bò lam, lợn rừng và các động vật ăn cỏ khác bằng cách sử dụng hàng rào điện được cung cấp điện cao thế. Một số người coi sự hiện diện của động vật ăn thịt là một lợi ích, vì chúng giữ cho quần thể động vật ăn cỏ trong tầm kiểm soát. Nhưng một số người cũng lo sợ mối nguy hiểm của sư tử và chủ trương giết chúng để trả thù các vụ tấn công gia súc. Vào tháng 7 năm 2012, một con sư tử đã kéo một người đàn ông từ hiên nhà của anh ta và giết chết anh ta ở khoảng cách 50–60 km (31-37 dặm) từ Công viên Quốc gia Rừng Gir. Đây là cuộc tấn công thứ hai của một con sư tử ở khu vực này, sáu tháng sau khi một người đàn ông 25 tuổi bị tấn công và giết chết ở Dhodadar.

## Bảo tồn
Panthera leo Persica đã được đưa vào Phụ lục I của CITES, và được bảo vệ hoàn toàn ở Ấn Độ.

### Tái du nhập

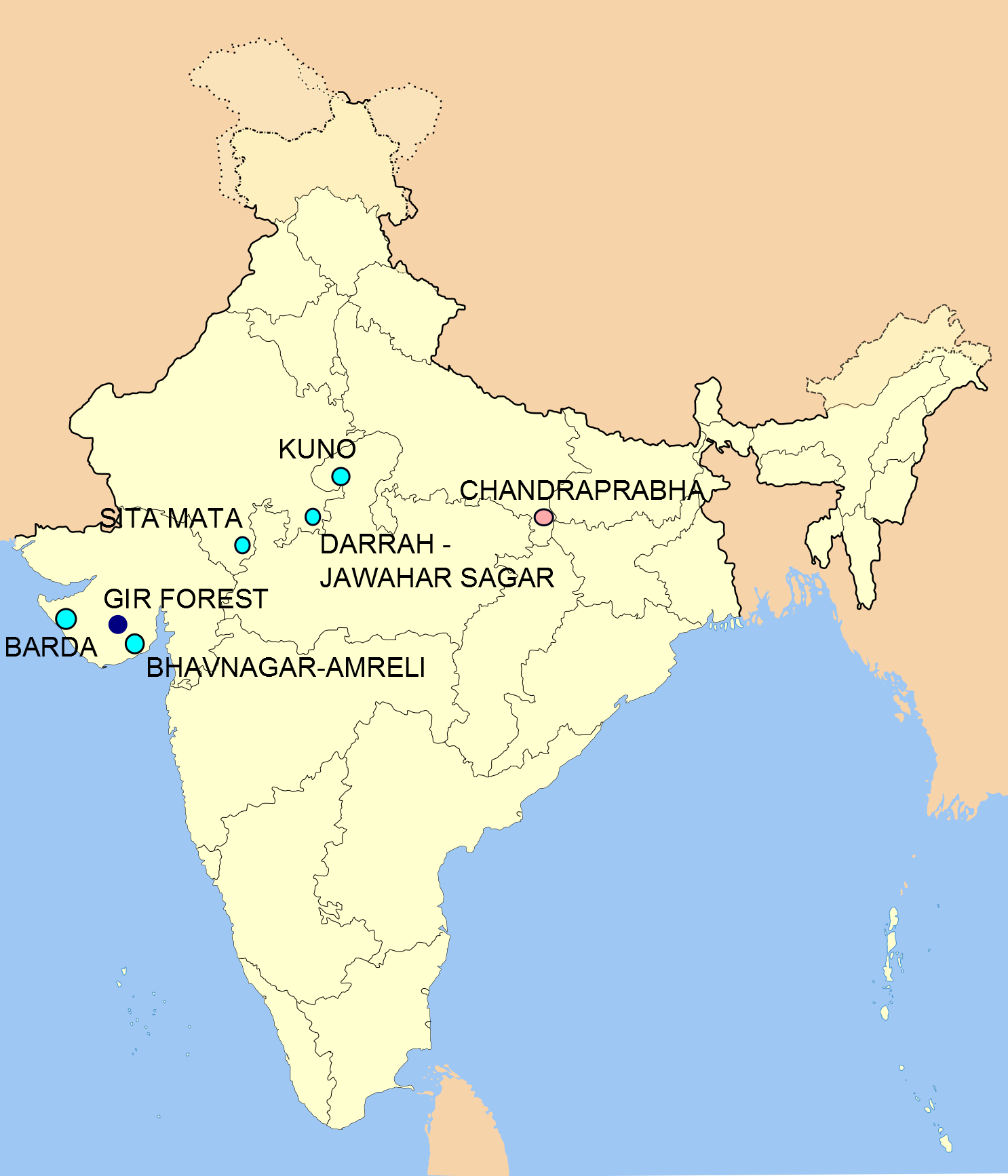
Các địa điểm tái du nhập sư tử ở Ấn Độ. Các điểm màu hồng cho thấy các quần thể trước đây, các điểm màu xanh biểu thị các địa điểm được đề xuất.

#### Ấn Độ
Vào những năm 1950, các nhà sinh học khuyên chính phủ Ấn Độ nên thiết lập lại ít nhất một quần thể hoang dã trong phạm vi trước đây của sư tử châu Á để đảm bảo sức khỏe sinh sản của quần thể và ngăn chặn nó khỏi bị ảnh hưởng bởi dịch bệnh. Năm 1956, Ủy ban Động vật hoang dã Ấn Độ đã chấp nhận đề xuất của Chính phủ Uttar Pradesh về việc thành lập một khu bảo tồn mới để tái du nhập, Khu bảo tồn Động vật hoang dã Chandra Prabha, bao phủ 96 km2 (37 dặm vuông) ở phía đông bang Uttar Pradesh, nơi có khí hậu, địa hình và thảm thực vật tương tự như điều kiện trong rừng Gir. Năm 1957, một con đực và hai con cái hoang dã được thả tự do trong khu bảo tồn. Quần thể này bao gồm 11 cá thể vào năm 1965, tất cả đã biến mất sau đó.
Dự án giới thiệu sư tử châu Á để tìm môi trường sống thay thế cho việc giới thiệu lại sư tử châu Á đã được theo đuổi vào đầu những năm 1990. Các nhà sinh học từ Viện Động vật hoang dã Ấn Độ đã đánh giá một số địa điểm dịch chuyển tiềm năng về sự phù hợp của chúng liên quan đến dân số con mồi hiện tại và điều kiện môi trường sống. Khu bảo tồn động vật hoang dã Palpur-Kuno, ở phía bắc Madhya Pradesh, được xếp hạng là địa điểm hứa hẹn nhất, tiếp theo là Khu bảo tồn động vật hoang dã Sita Mata và Công viên quốc gia Darrah. Cho đến năm 2000, 1.100 gia đình từ 16 ngôi làng đã được tái định cư từ Khu bảo tồn Động vật hoang dã Palpur-Kuno và 500 gia đình khác từ tám ngôi làng dự kiến cũng sẽ được tái định cư. Với kế hoạch tái định cư này, khu vực được bảo vệ đã được mở rộng thêm 345 km2 (133 dặm vuông).
Các quan chức bang Gujarat đã phản đối việc di dời, vì điều đó sẽ khiến Thánh địa Gir mất đi vị thế là ngôi nhà duy nhất trên thế giới của sư tử châu Á. Gujarat đưa ra một số ý kiến phản đối đề xuất này, và do đó, vấn đề đã diễn ra trước Tòa án Tối cao Ấn Độ. Vào tháng 4 năm 2013, Tòa án Tối cao Ấn Độ đã ra lệnh cho bang Gujarat gửi một số sư tử rừng Gir của họ đến Madhya Pradesh để thành lập một quần thể thứ hai tại đây. Tòa án đã cho chính quyền động vật hoang dã sáu tháng để hoàn thành việc chuyển nhượng. Số lượng sư tử và những con nào sẽ được vận chuyển sẽ được quyết định vào một ngày sau đó. Đến bây giờ, kế hoạch chuyển sư tử sang Kuno đang gặp nguy hiểm, với Madhya Pradesh rõ ràng đã từ bỏ việc mua sư tử từ Gujarat.

#### Iran
Vào năm 1977, Iran đã cố gắng khôi phục quần thể sư tử của mình bằng cách vận chuyển sư tử rừng Gir đến Công viên quốc gia Arzhan, nhưng dự án đã gặp phải sự kháng cự của người dân địa phương, và do đó nó đã không được thực hiện. Tuy nhiên, điều này không ngăn Iran tìm cách đưa sư tử trở lại. Vào tháng 2 năm 2019, vườn bách thú Tehran đã tiếp nhận được một con sư tử đực châu Á từ vườn thú Bristol ở Vương quốc Anh, tiếp theo vào tháng 6 là một con cái từ vườn thú Dublin. Chúng được cho là đã sinh sản tốt tại đây.

### Trong điều kiện nuôi nhốt
Cho đến cuối những năm 1990, những con sư tử châu Á bị giam cầm trong các vườn thú Ấn Độ đã bị xen kẽ với những con sư tử châu Phi bị tịch thu từ rạp xiếc, dẫn đến ô nhiễm di truyền trong đàn sư tử châu Á bị giam cầm. Sau khi được phát hiện, điều này đã dẫn đến việc đóng cửa hoàn toàn các chương trình nhân giống các loài có nguy cơ tuyệt chủng ở châu Âu và châu Mỹ đối với sư tử châu Á, vì các động vật sáng lập của nó đã được nuôi nhốt là sư tử châu Á được nhập khẩu từ Ấn Độ và được xác định là con lai của quân thể châu Phi và châu Á. Ở các sở thú Bắc Mỹ, một số con sư tử lai Ấn Độ - châu Phi đã vô tình được nhân giống và các nhà nghiên cứu lưu ý rằng "sự thuận lợi, thành công sinh sản và sự phát triển của tinh trùng được cải thiện đáng kể."
Các nghiên cứu về dấu vân tay DNA của sư tử châu Á đã giúp xác định các cá thể có tính biến đổi di truyền cao, có thể được sử dụng cho các chương trình nhân giống bảo tồn.
Năm 2006, Cơ quan sở thú trung ương Ấn Độ đã ngừng nhân giống sư tử lai Ấn Độ - châu Phi nói rằng "sư tử lai không có giá trị bảo tồn và không đáng để chi tiêu tài nguyên cho chúng". Bây giờ chỉ có những con sư tử châu Á thuần chủng được lai tạo ở Ấn Độ.
Đăng ký giống quốc tế về sư tử châu Á được khởi xướng vào năm 1977, sau đó là năm 1983 bởi Kế hoạch sinh tồn động vật ở Bắc Mỹ (SSP). Số lượng ở Bắc Mỹ của những con sư tử châu Á bị giam cầm bao gồm hậu duệ của năm con sư tử sáng lập, ba trong số đó là cá thể châu Á thuần chủng và hai con lai châu Phi hoặc châu Á. Những con sư tử được giữ trong khuôn khổ của SSP bao gồm các động vật có hệ số cận huyết cao.
Đầu những năm 1990, ba sở thú châu Âu đã nhập khẩu sư tử châu Á thuần chủng từ Ấn Độ: Sở thú Luân Đôn thu được hai cặp; vườn thú Zürich một cặp; và vườn thú Helsinki một đực và hai cái. Năm 1994, Chương trình Loài có nguy cơ tuyệt chủng ở Châu Âu (EEP) dành cho sư tử châu Á đã được khởi xướng. Hiệp hội các Sở thú và thủy cung châu Âu (EAZA) đã xuất bản Sách giáo khoa châu Âu đầu tiên vào năm 1999. Đến năm 2005, có 80 con sư tử châu Á được giữ trong EEP - quần thể nuôi nhốt duy nhất bên ngoài Ấn Độ. Tính đến năm 2009, hơn 100 con sư tử châu Á đã được giữ trong EEP. SSP đã không được tiếp tục; Những con sư tử châu Á thuần chủng là cần thiết để tạo thành một quần thể sáng lập mới để sinh sản trong các sở thú Mỹ.

## Hình ảnh

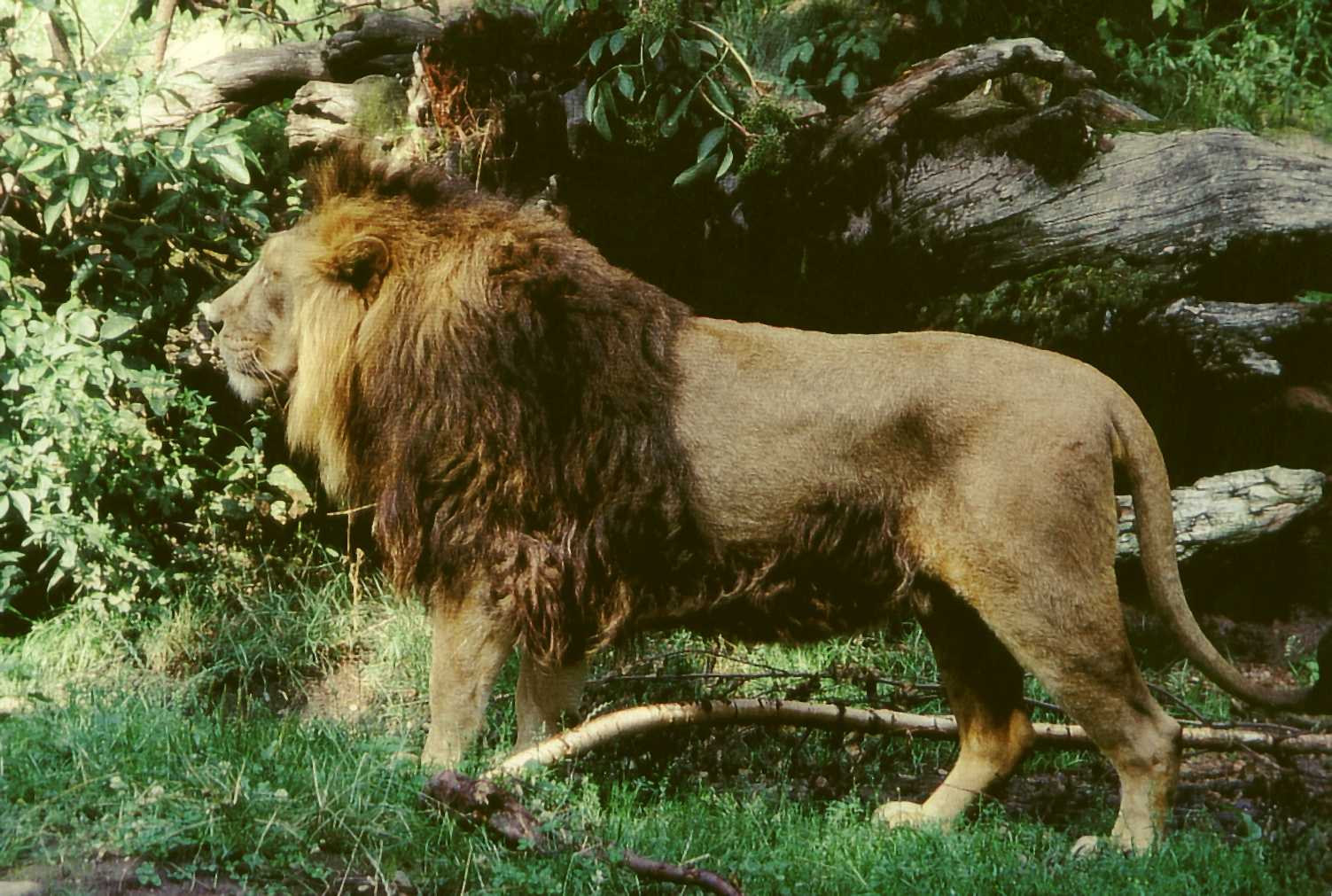
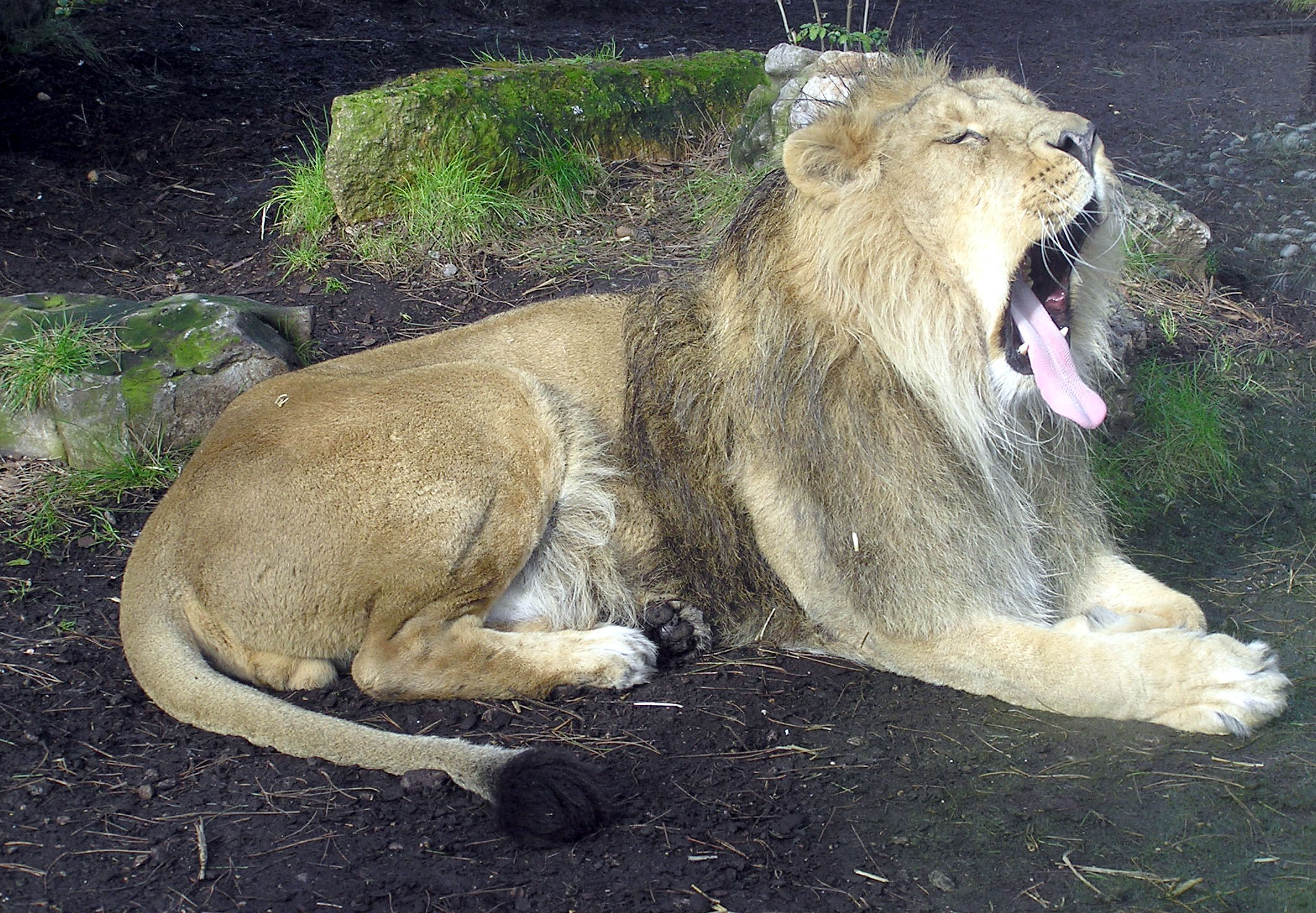
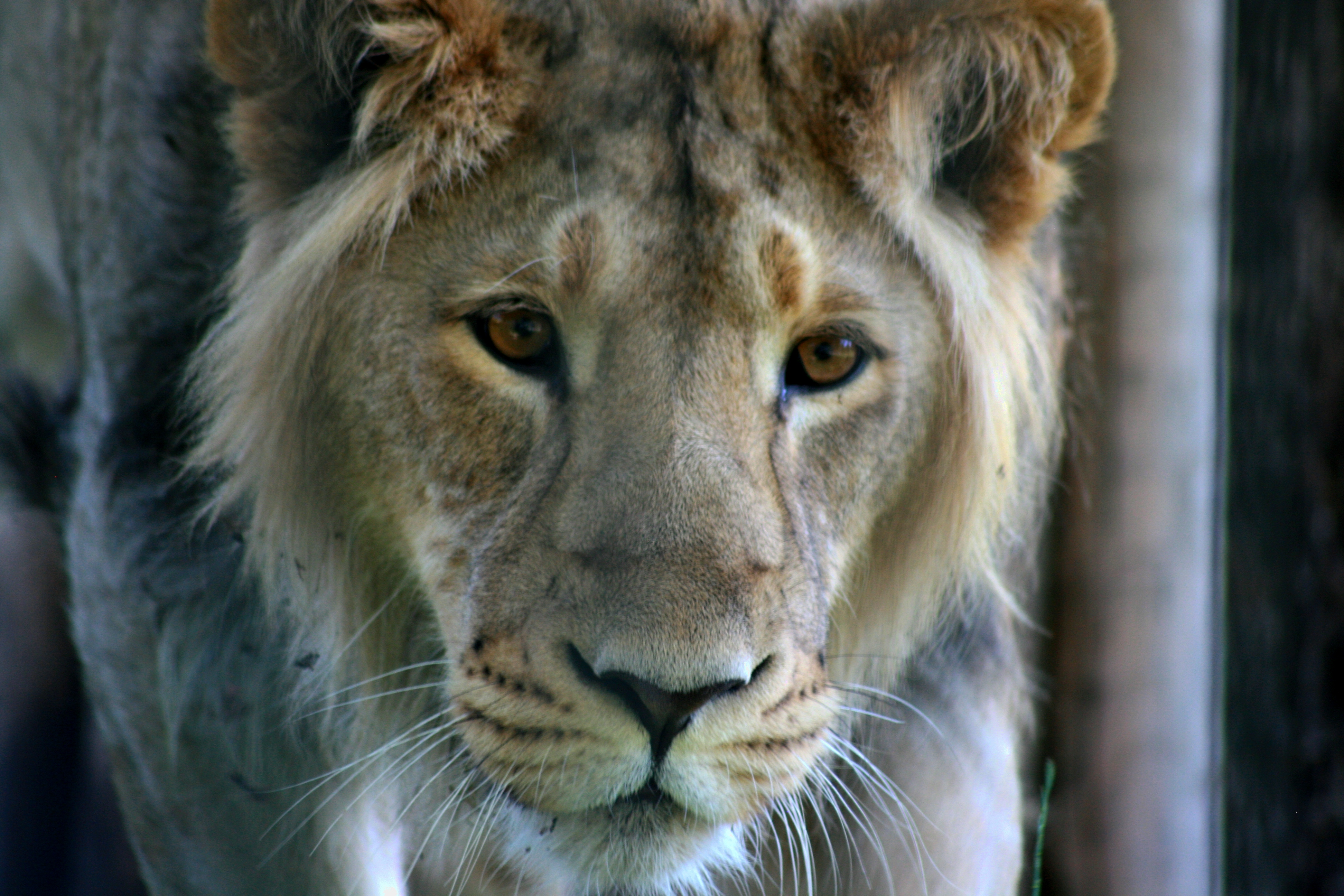
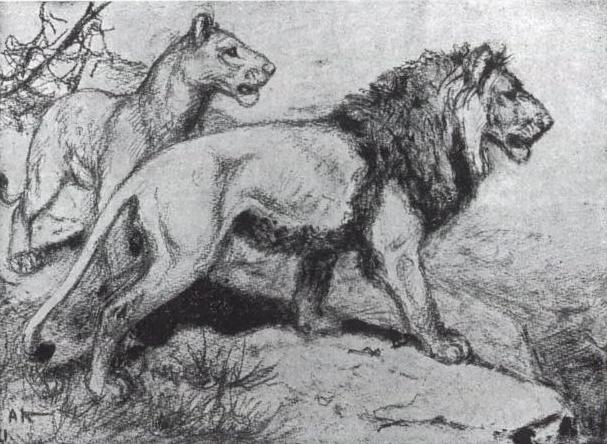

## Nghiên cứu thêm
- Kaushik, H. (ngày 26 tháng 10 năm 2005). 26 tháng 10 năm 2005/india/27860954_1_gir-forest-lions-death-traps "Wire fences death traps for big cats". The Times of India. {{Chú thích báo}}: Kiểm tra giá trị |url= (trợ giúp)[liên kết hỏng]
- Nair, S. M. (English edition); Translated by O. Henry Francis (1999). Endangered Animals of India and their conservation. National Book Trust.{{Chú thích sách}}:  Quản lý CS1: nhiều tên: danh sách tác giả (liên kết)
- Walker, S. (1994). Executive summary of the Asiatic lion PHVA. First draft report. Zoo’s Print Jan/Feb: 2–22 (Coimbatore, India).